# 迎春路駅 (上海市)
迎春路駅（げいしゅんろえき）は中華人民共和国上海市浦東新区民生路と含笑路の交差点に位置する上海軌道交通18号線の駅である。

## 駅構造
島式ホーム1面2線を有する地下駅。

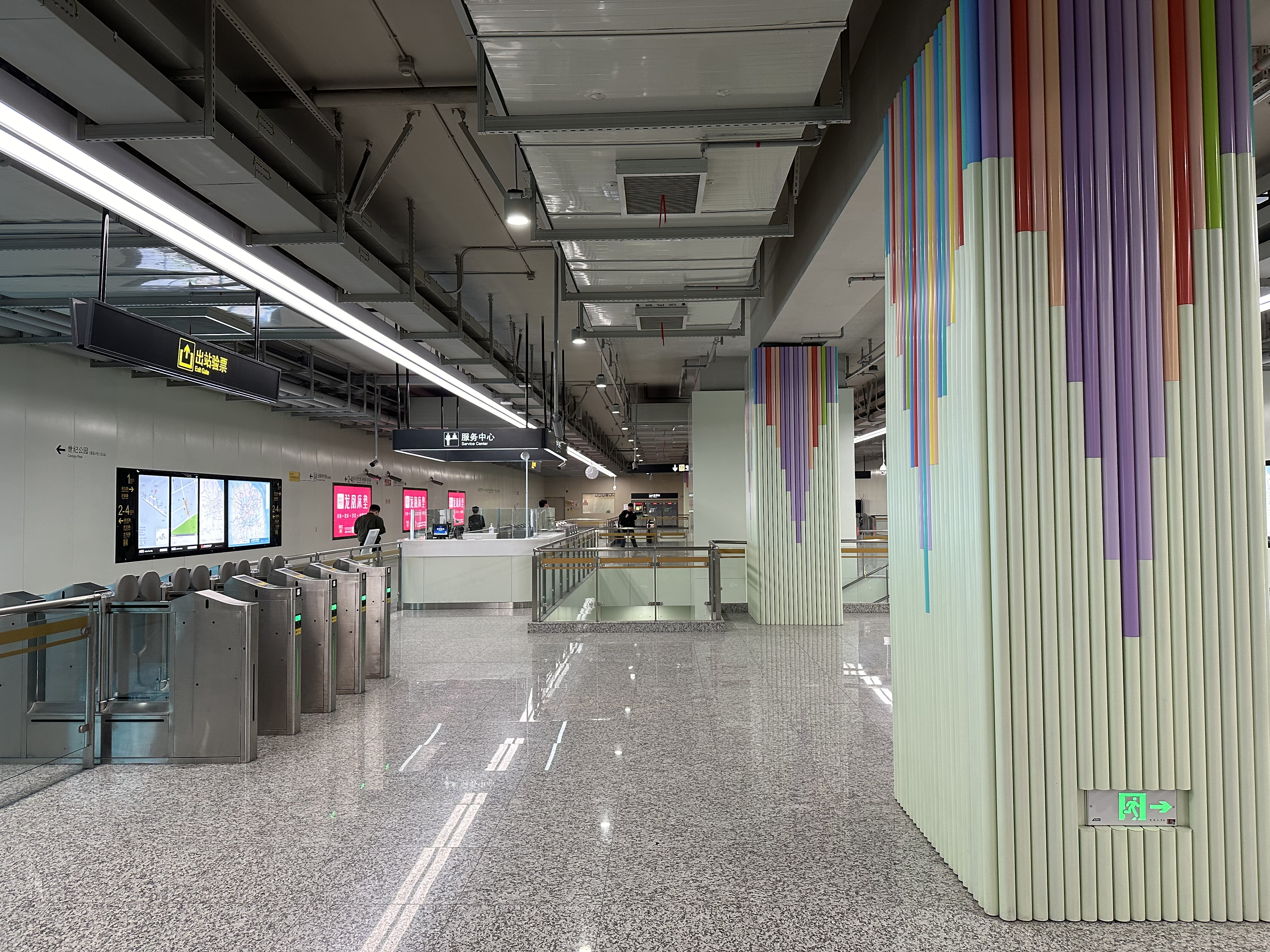
コンコース
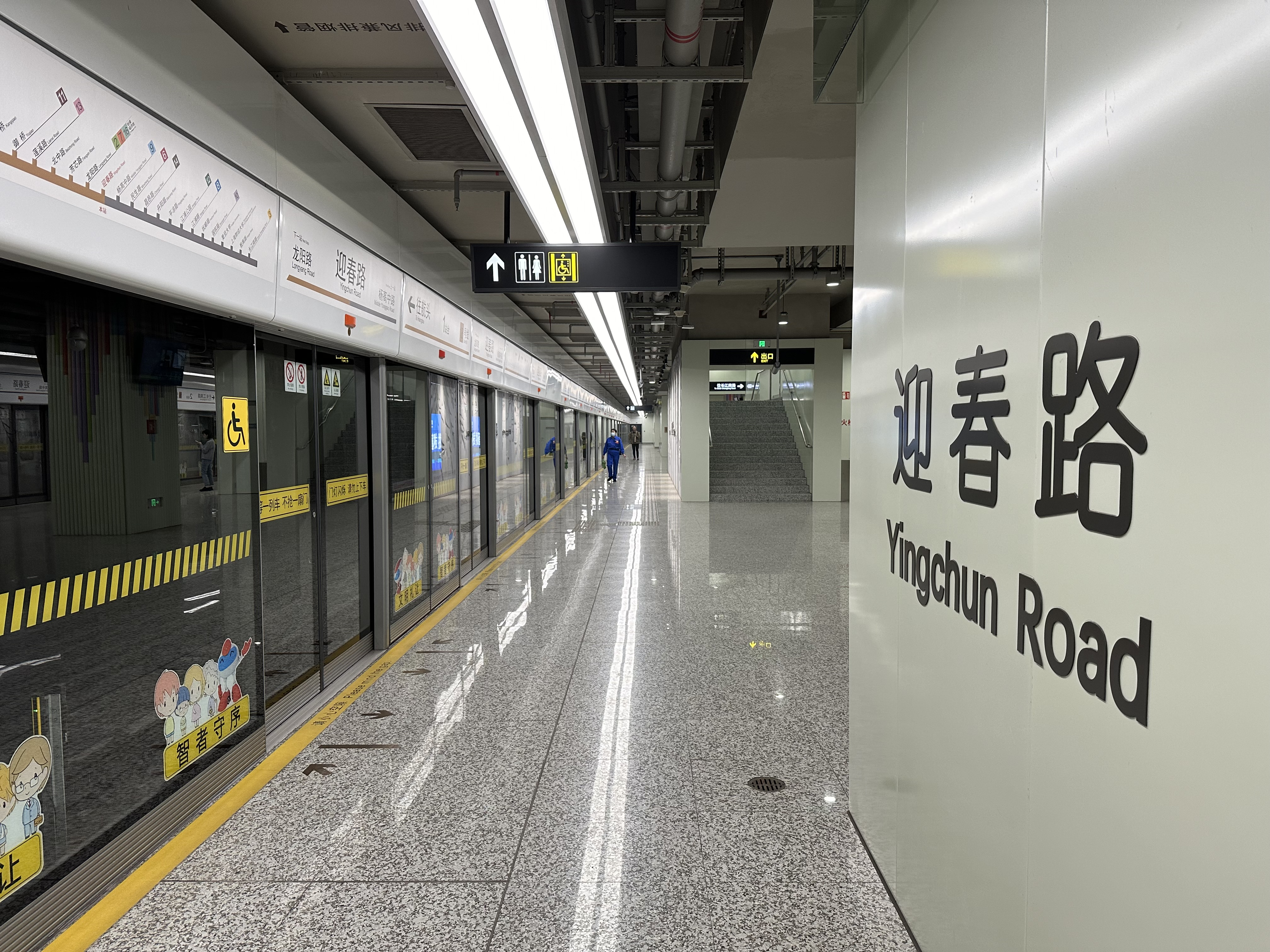
ホーム

### のりば
| 番線 | 路線     | 行先         |
| ---- | -------- | ------------ |
| 1    | ■ 18号線 | 航頭方面     |
| 2    | ■ 18号線 | 長江南路方面 |

## 隣の駅
上海軌道交通
■ 18号線
竜陽路駅 - 迎春路駅 - 楊高中路駅